# Prescottia tepuyensis
Prescottia tepuyensis är en orkidéart som beskrevs av Germán Carnevali och C.A.Vargas. Prescottia tepuyensis ingår i släktet Prescottia och familjen orkidéer. Inga underarter finns listade i Catalogue of Life.